# Мясишчев ВМ-Т Атлант
Мясишчев ВМ-Т Атлант (рус. Мясѝщев ВМ-Т Атлант, първоначално наименование 3М-Т, 3М-транспортен) е съветски транспортен самолет, конструктивна преработка на стратегическия бомбардировач 3М (трета модификация на М-4). Той е създаден специално за пренасяне по въздух на космическата совалка „Буран“ и на модули от ракетата-носител „Енергия“.
След първия (и последен) полет на совалката, тя е носена на изложения от Ан-225 Мрия, който прави първия си полет един месец след нея.

## Предистория
Космическата програма „Енергия-Буран“ започва през 1976 г. Построеният за нуждите на ракетата-носител Н1 завод в Байконур е отчетен като грешка и модулите се произвеждат в заводи с висококвалифициран персонал близо до Москва. Отдалечеността от площадката за изстрелване налага пренасянето им на няколко хиляди километра. Превозът по вода е невъзможен поради ниски мостове, а превоз по суша би наложил да се разширят хиляди километри пътища. Остава възможността за превоз по въздух. Ограничената товароносимост на съществуващите вертолети Ми-26 (26 т) налага полет по двойки, който след няколко опита е отхвърлен като високорисков. Ограничената им далечина на полет би изсквала също изграждането на много попътни площадки за презареждане.
Идеята за външно закрепване на товара не е нова по него време и конструкторът Владимир Мясишчев предлага за целта да се преработят бившите бомбардировачи 3М. През 1978 г. предложението на Мясишчев е прието като единственото реализируемо (Ан-124 Руслан има по-добра товароносимост, но още е на етап разработка) и със заповед на министрите Казаков и Афанасиев изпълнението е възложено на ОКБ Мясишчев. След смъртта на Мясишчев през октомври 1978 г. работата продължава под ръководството на Валентин Федотов, а през 1979 г. той официално е назначен за главен конструктор.
След снемането от въоръжение част от самолетите 3М са преоборудвани като самолети-цистерни. Три такива цистерни, произведени през 1960 г. (бордови номера СССР-01401, СССР-01402 и СССР-01502), са изпратени в СибНИИА за изследване, където минават през пълни ресурсни изпитания. При тях се разкрива кои елементи трябва да бъдат заменени поради умора на материала и кои трябва да бъдат подсилени за новите нужди.

## Преработка
Совалката „Буран“ без вертикалния стабилизатор е т.нар. товар 0ГТ. За превоз по въздух ракетата-носител Енергия е разделена на две части - резервоара за водород като най-голям модул се превозва сам, а втората част включва резервоара за окислителя заедно с приборния и двигателния отсеци. Водородният резервоар е снабден с обтекател отпред и отзад, образувайки товар 1ГТ. Резервоарът за окислителя е обърнат назад и челната част на ракетата служи за заден обтекател, пред него са добавени двата цилиндрични отсека с преден обтекател - товар 2ГТ. Разглобеният на секции обтекател за 2ГТ и други крепежни елементи, затворени в двата обтекателя за 1 ГТ и връщани в завода при обратния курс, съставляват товар 3ГТ.
Вида на товарите поставя нов за световното самолетостроене проблем – самолетът без товар и с четирите вида товар има силно различаващи се аеродинамични характеристики и разпределение на натоварванията, което налага анализ като при създаването на нов самолет. Съответно се търси оптималното разположение на всеки товар по дължината и височината на фюзелажа. Разработчиците на ракетата също са принудени да създадат специални крепежни пръстени за транспортирането ѝ.
Основните изменения при създаването на ВМ-Т (заводски шифър 3-35) са:
- сериозно е изменена конструкцията на фюзелажа - голямата дължина на товарите (кислородният резервоар е дълъг 40 м) налага той да бъде удължен със 7 м, а разпределението на тежестта на товарите изисква промяна в начина на закрепване и значително усилване на носещата конструкция; задният край е повдигнат за постигане на по-големи ъгли на атака при излитане и кацане; сменена е почти цялата обшивка;
- напълно е променено опашното оперение - изпълнено е с два вертикални стабилизатора за избягване на турбуленции зад външния товар и на бафтинга, наблюдаван у Боинг 747 при пренасянето на совалките „Спейс Шатъл“. За подобряване на страничната устойчивост, влошена от горното разположение на товара, вертикалните стабилизатори са с много голяма площ (26% от площта на крилете). Поради понижаване на средната скорост стреловидният хоризонтален стабилизатор е заменен с плосък и площта му е увеличена;
- двигателите са сменени – на мястото на ВД-7 са сложени ВД-7М, увеличавайки общата тяга от 38 на 43 тс;
- носещата конструкция на крилете е подсилена, а стойките на подкрилните колесници са препроектирани за по-големите натоварвания при кацане с крен и рулиране;
- системата за управление е променена – преминаването от бустерна система към ръчно управление е практически невъзможно поради голямата полетна маса на самолета, утежнена допълнително от външния товар.

Не са променени централният и предния колесници и пилотската кабина.
Резервоарите на ракетата-носител са предвидени само за осеви натоварвания при излитане и се оказват непригодни за пренасяне в легнало положение – стените им са тънки и ще се огъват при наземни или въздушни маневри, измествайки непредсказуемо центъра на тежестта. За поддържането им в изправено състояние те са херметизирани и се напълват с азот под налягане при пренасяне. Това налага създаването на отделна система за следене на налягането в товара, която трябва да прави разлика между спадове поради теч и поради ниските температури на голяма височина. Разработчиците на ракетата също са принудени да създадат специални крепежни пръстени за транспортирането ѝ.
След завършването си първоначалното име 3М-Т е заменено в чест на вече покойния конструктор с ВМ-Т (Владимир Мясишчев-товарен) и е наречен „Атлант“ по името на титана Атлант от древногръцката митология. Единият самолет е изпратен за статични изпитания в ЦАГИ.

## Полети
През 1981-83 г. летците-изпитатели полковник Анатолий Кучеренко и майор Николай Генералов правят пробни полети с различните товари. При един от първите полети се появяват силни надлъжни и напречни колебания в опашната част на самолета, достигащи до 250 мм. Впоследствие причината е намерена – дисбаланс на бустерната система във вертикалните стабилизатори.
През март 1983 г. започват изпитателните полети с най-тежкия товар – совалката Буран. Дори без гориво и сваления за превозване вертикален стабилизатор тя тежи 45 т, което е на предела на възможностите на ВМ-Т Атлант. Големите извънбордова маса и челно съпротивление на този товар правят особено трудно управлението на самолета.
При един от полетите поради силен страничен вятър самолетът-носител излиза от бетонната част на пистата. Според Вадим Лукашевич, съставител на мултимедийната енциклопедия „Буран“ и автор на сайта Buran.ru, точно този инцидент е първопричина за слуха за съществуването на метод за изстрелване на совалката от гърба на самолет и в частност на слуха, че е правен такъв неуспешен опит за полет. Всъщност цитираният прототип ОК-М (БТС-001) е използван само за наземни статични изпитания и никога не е оборудван в полетопригодно състояние, а максималната полетна маса на летящия прототип ОК-ГЛИ (БТС-002) е 92 т – почти двойно повече от възможностите на ВМ-Т Атлант (по възможностите единствено на Ан-225 Мрия, чието проектиране започва едва през 1985 г.).
Двата самолета правят общо над 150 полета, пренасяйки до Байконур модули за ракетата Енергия.
След разпада на Съветския съюз, самолетите получават нови префикси на бордовите номера. РФ-01502 участва в редица показни полети над Москва през 90-те години и в изложението МАКС в гр. Жуковски през 2005 г.
В началото на пролетта на 2000 г. самолетът с бордови номер RA-01402 все още е в състава на военно-транспортната авиация на ВВС на Руската федерация и е дислоциран в авиобазата за далечна авиация Дягилево в град Рязан в пълна изправност и готовност за полет. Към октомври 2004 г. е паркиран в Центъра за бойно използване и преквалификация на летателния състав на далечната авиация в Рязан.

## Хронология
- 1976 г. – начало на проекта Рассвет (впоследствие преименуван на Енергия-Буран)
- 1978 г. – възлагане на проекта за транспортен самолет на ОКБ Мясищев
- 1979 г. – завършват етапите проектиране и комплектоване
- 1980 г. – първи полет (според част от източниците)
- 29 април 1981 г. – първи полет на СССР-01402[9]
- 6 януари 1982 г. – първи полет с товар, 01402 с товар 1ГТ
- 25 декември 1982 г. – първи полет на 01502 и първи полет с модел на Буран
- края на 1982 г. – първи обратен полет с товар 3ГТ
- 1 март 1983 г. – първи полет с Буран (11Ф35)
- декември 1984 г. – превоз на Буран по маршрута Жуковски - Куйбишев - Ленинск
- август 1992 г. – участие в Мосаерошоу-92 в Москва
- 16-21 август 2005 г. – РФ-01502 участва в изложението МАКС 2005 в гр. Жуковски (на снимката най-горе в информационната кутия)